# ابتا
ابتا در سوریه است که در daraa governorate واقع شده‌است.

## خصوصیات
ابتا ۱۴٬۲۸۳ نفر جمعیت دارد.